# Graubünden
Graubünden (tyskt uttal: [ɡraʊˈbʏndn̩]
 ( lyssna)) är en kanton i sydöstra Schweiz. Graubünden gränsar i söder till Italien, i väster till Ticino, i norr till Glarus och Sankt Gallen samt Österrike och Liechtenstein i norr och öster. 

## Historia

### Romartiden
År 15 e.Kr. invaderades Alperna av Romarriket, som intog ett område norrut ända till Donau. Det erövrade området fick namnet Raetien, och i det ingick nuvarande Graubünden. Romarna förde med sig sitt latinska språk, som kom att övertas av lokalbefolkningen och utvecklas till dagens rätoromanska.
Omkring år 300 delades provinsen i Raetia prima i söder och Raetia secunda i norr. Raetia prima motsvarade ungefär dagens Graubünden, och dess huvudstad var Chur, varför provinsen så småningom kom att kallas Raetia Curiensis (Churrätien). Biskopssätet i Chur etablerades troligen på 300-talet men är belagt först år 451.

### Churrätien
Efter Romarrikets sammanbrott 476 kom Churrätien att läggas under skiftande kungamakter, ostrogoternas rike 476 och Frankerriket 536, men i praktiken låg det mesta av makten länge hos biskopen. År 805 förlänades dock den världsliga makten till olika grevar av tyskspråkigt ursprung, varvid germaniseringen av provinsens elit tog sin första början. När Frankerriket delades 843 kom Churrätien att hamna under Östfrankiska riket, och samma år lades Churs stift under ärkebiskopen av Mainz istället för ärkebiskopen av Milano, vilket blev ännu en faktor i den begynnande germaniseringen.
År 917 utropade Burchard II av Schwaben hertigdömet Schwaben, till vilket Churrätien hörde, och detta kom att ingå i det Tysk-romerska riket. Den egentliga makten över lokalsamhället kom dock alltmer att övergå till lokala eliter.

### Förbunden bildas
Mellan de olika territorierna stiftades under 1300- och 1400-talen tre förbund: Gotteshausbund ("Gudshusförbundet"), Oberer Bund ("Övre förbundet") eller Grauer Bund ("Gråa förbundet") samt Zehngerichtebund ("Tiorättsförbundet").
Gotteshausbund (tyska), Lia da la Chadé (rätoromanska) eller Lega Caddea (italienska) brukar anges ha 1367 som startår. Det har sitt ursprung i Furstbiskopsdömet Chur, som omfattade stora delar av nuvarande Graubünden: Staden Chur och distriktet Vier Dörfer i Rhendalen, inre Domleschg i Hinterrheindalen, nedre Albuladalen, Surses, Engadindalen, Bregagliadalen och Avers. 
1356–1368 var Peter Jelito biskop, och han var föga populär bland sina undersåtar. Han var oftast frånvarande, och förvaltade stiftet illa med stora skulder som följd, och förpantade den världsliga makten över en del områden till hertigen av Österrike. Oroade över att habsburgarna skulle komma att helt ta över makten över området, samlades representanter för tre ständer – domkapitlet i Chur, burskapet i Chur, samt allmogen i de flesta distrikten – först i Zernez 1365 och sedan i Chur 1367. Där beslutades i biskopens frånvaro att hans makt skulle beskäras, till förmån för ständerna som fick betydligt större inflytande över förvaltning och finanser.
Det var inget egentligt förbund som bildades 1367, snarare en förening av nöd. Dock uppstod en vilja bland die Gotteshausleute ("gudshusfolket"), som undersåtarna i biskopsdömet kallades, att fortsätta mötas för att kontrollera den biskopliga förvaltningen. Gotteshausbund uppstod således genom ett gradvis framväxande förbund. Biskopens världsliga makt kom att inskränkas alltmer, tills den genom Ilanzartiklarna helt upphörde, och furstbiskopsdömet i praktiken upphörde, varvid Gotteshausbund helt hade tagit över dess makt.
Oberer Bund (tyska), Lia sura (rätoromanska) eller Lega Superiore (italienska) bildades 1395. De lokala makthavarna i Vorderrheindalen, ungefär motsvarande dagens Surselva, slöt ett förbund för att undvika de otaliga fejder och småkrig som hade föregått, och stiftade ett antal lagar för att säkra fred, handel, lag och rätt. En federal appellationsdomstol inrättades i Trun, som blev förbundets huvudort. Fler territorier anslöt sig så småningom, och när förbundet bekräftades på nytt i Trun 1424 hade även Hinterrheindalen (utom Domleschg) tillkommit. Hädanefter kallades förbundet Grauer Bund (Ligia Grischa, Lega Grigia). "Grau" skall enligt traditionen ha syftat på de gråa yllekläder som allmogen i Surselva bar. 1480–1496 anslöts till sist även nuvarande distriktet Moesa.
Zehngerichtebund (tyska) eller Lia da las diesch dretgiras (rätoromanska) bildades 1436. Inom nuvarande Graubünden hade grevskapet Toggenburg stora territorier: Prättigau, Davos, Schanfigg, Churwalden, Bergün-kretsen och Maienfeld-kretsen. När den siste greven i släkten dog, utan manliga arvingar eller testamente, oroades invånarna inför en oviss framtid med tänkbara maktanspråk från Österrike. Lokala företrädare bildade i samförstånd med änkegrevinnan ett förbund för "ömsesidig hjälp och evig oskiljaktighet".

### Drei Bünde
1468 uppträdde dessa tre förbund som en enhet, kallad Drei Bünde.
Från 1497–1499 slöt Oberer Bund och Gotteshausbund ett ”evigt vänskapsfördrag” med Edsförbundet, och 1512 förvärvade Graubünden som lydländer Valtellina (tyska: Veltlin), Bormio och Chiavenna. Efter reformationen var Graubünden säte för svåra inbördeskrig, som nådde sin kulmen under trettioåriga kriget, då fransmän, spanjorer och österrikare blandade sig i dessa för att få kontroll över den viktiga i Graubünden belägna alpövergången. Politikern Jörg Jenatsch lyckades dock hävda Graubündens självständighet och år 1797 tvingades Graubünden att avstå Valtellina till Cisalpinska republiken.
Efter en revolution utropades den Rhätiska republiken 1798, men året därpå förenades den som kantonen Rhätien med den Helvetiska republiken. Graubünden blev 1803 en kanton i det återupprättade Schweiziska edsförbundet. Sedan den av fransmännen upprättade staten upplöstes 1814, återgick Graubünden till de gamla förhållandena. Graubündens ställning som ett förbund av tre statsförbund inom det schweiziska statsförbundet upphävdes först 1854, då det omskapades till en kanton och erhöll en ny, 1892 och 1907 ytterligare demokratiserad författning.

## Språk
Graubünden är den enda av Schweiz kantoner som har tre officiella språk: tyska, rätoromanska och italienska. 
I så gott som hela området talades rätoromanska, den lokala variant av latin som utvecklats efter införlivandet med Romarriket år 15 e.Kr. Under medeltiden vann dock tyska språket insteg i stora områden, huvudsakligen genom invandring. Språkgränserna var sedan tämligen stabila fram till 1800-talet, då tyskan återigen började expandera, dels genom att tidigare rätoromanska områden alltmer gick över till tyska, dels genom att de traditionellt tyskspråkiga områdena ökade sin befolkning snabbare.
Vid 1800-talets mitt gick tyska om rätoromanska som kantonens största språk, och från och med tiden för första världskriget har den tyskspråkiga befolkningen haft en absolut majoritet som stadigt har blivit allt större. De rätoromansktalande har ständigt minskat i antal, även om antalet personer med rätoromanska som huvudspråk har legat omkring 40 000 ända från mitten av 1800-talet fram mot slutet av 1900-talet då antalet började sjunka betydligt. År 2000 hade cirka 27 000 personer rätoromanska som huvudspråk.
De italienskspråkiga dalarna i sydligaste delen av kantonen ("Grigioni italiano") har varit de samma ända sedan medeltiden, och där har språkförhållandena inte ändrats nämnvärt sedan dess.
| Språk i Graubünden (år 2000) |                   |                   |                        |                        |
| Huvudspråk                   | Hela befolkningen | Hela befolkningen | Schweiziska medborgare | Schweiziska medborgare |
| Huvudspråk                   | Antal             | Andel             | Antal                  | Andel                  |
| Tyska                        | 127 755           | 68,3 %            | 116 797                | 73,5 %                 |
| Rätoromanska                 | 27 038            | 14,5 %            | 26 805                 | 16,9 %                 |
| Italienska                   | 19 106            | 10,2 %            | 13 366                 | 8,4 %                  |
| Samtliga                     | 187 058           | 100 %             | 158 886                | 100 %                  |

## Politisk organisation
Kantonens lagstiftande makt utövas av Stora rådet, Grosser Rat, som består av 120 ledamöter valda på fyra år. Ledamöterna väljs genom majoritetsval i enmansvalkretsar som utgörs av en eller flera kommuner. I flera av de kommuner som utgör en enda valkrets väljs ledamöterna på de traditionella landsgemeinde.
En sjundedel av alla kommuner eller 4 000 väljare kan föreslå författningsändringar; en åttondel av alla kommuner eller 3 000 väljare kan föreslå en lagändring; en tiondel av alla kommuner eller 1 000 väljare kan kräva att ett beslut av Stora rådet underställs en folkomröstning. Ändringar av kantonens författning kräver obligatoriskt en folkomröstning.
Kantonens regering utgörs av Lilla rådet Kleiner Rat, som består av fem ledamöter valda på fyra år i allmänna val. Ordförandeskapet växlar varje år mellan ledamöterna.

## Domstolar
I första hand dömer en distriktsdomstol, en för varje administrativt distrikt (se nedan). I högsta instans dömer en kantonsdomstol Kantonsgericht i civil- och brottmål och en förvaltningsdomstol Verwaltungsgericht i förvaltningsmål.

## Administrativ indelning

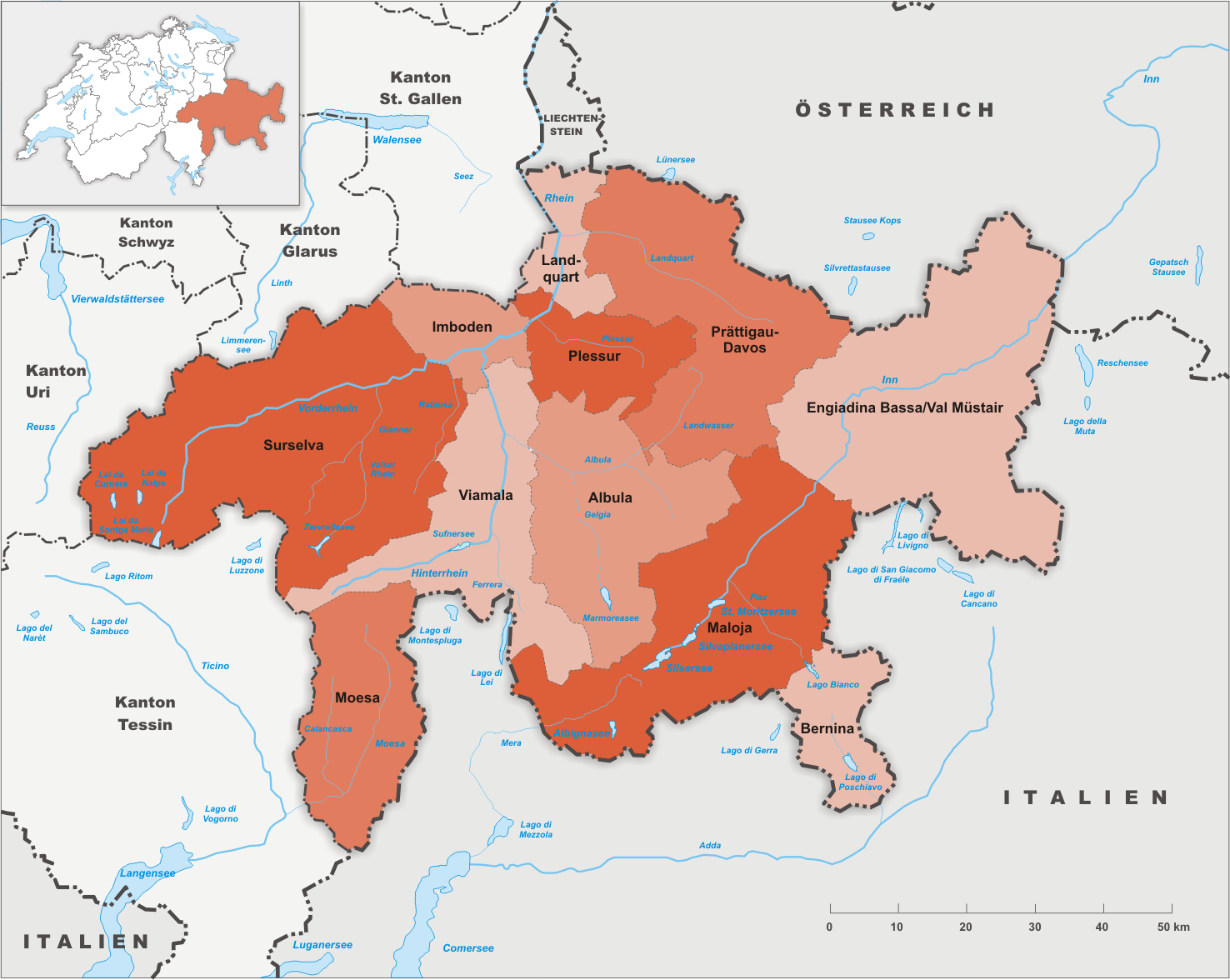
Graubündens regioner.

Graubünden är sedan den 1 januari 2016 indelat i elva regioner som i sin tur är indelade i 101 kommuner (per 1 januari 2021). Regionerna motsvarar i stort de tidigare distrikten, men i vissa fall med andra namn än tidigare.
| Region                      | Invånare (31 dec 2018) | Yta i km² | Antal kommuner |
| --------------------------- | ---------------------- | --------- | -------------- |
| Albula                      | 8 120                  | 683,51    | 6              |
| Bernina                     | 4 629                  | 237,30    | 2              |
| Engiadina Bassa/Val Müstair | 9 200                  | 1196,66   | 5              |
| Imboden                     | 20 970                 | 203,81    | 7              |
| Landquart                   | 25 157                 | 174,67    | 8              |
| Maloja                      | 18 259                 | 973,61    | 12             |
| Moesa                       | 8 566                  | 496,03    | 12             |
| Plessur                     | 42 315                 | 285,31    | 4              |
| Prättigau/Davos             | 26 083                 | 853,40    | 11             |
| Surselva                    | 21 483                 | 1373,54   | 15             |
| Viamala                     | 13 597                 | 0627,59   | 19             |

### Tidigare indelning

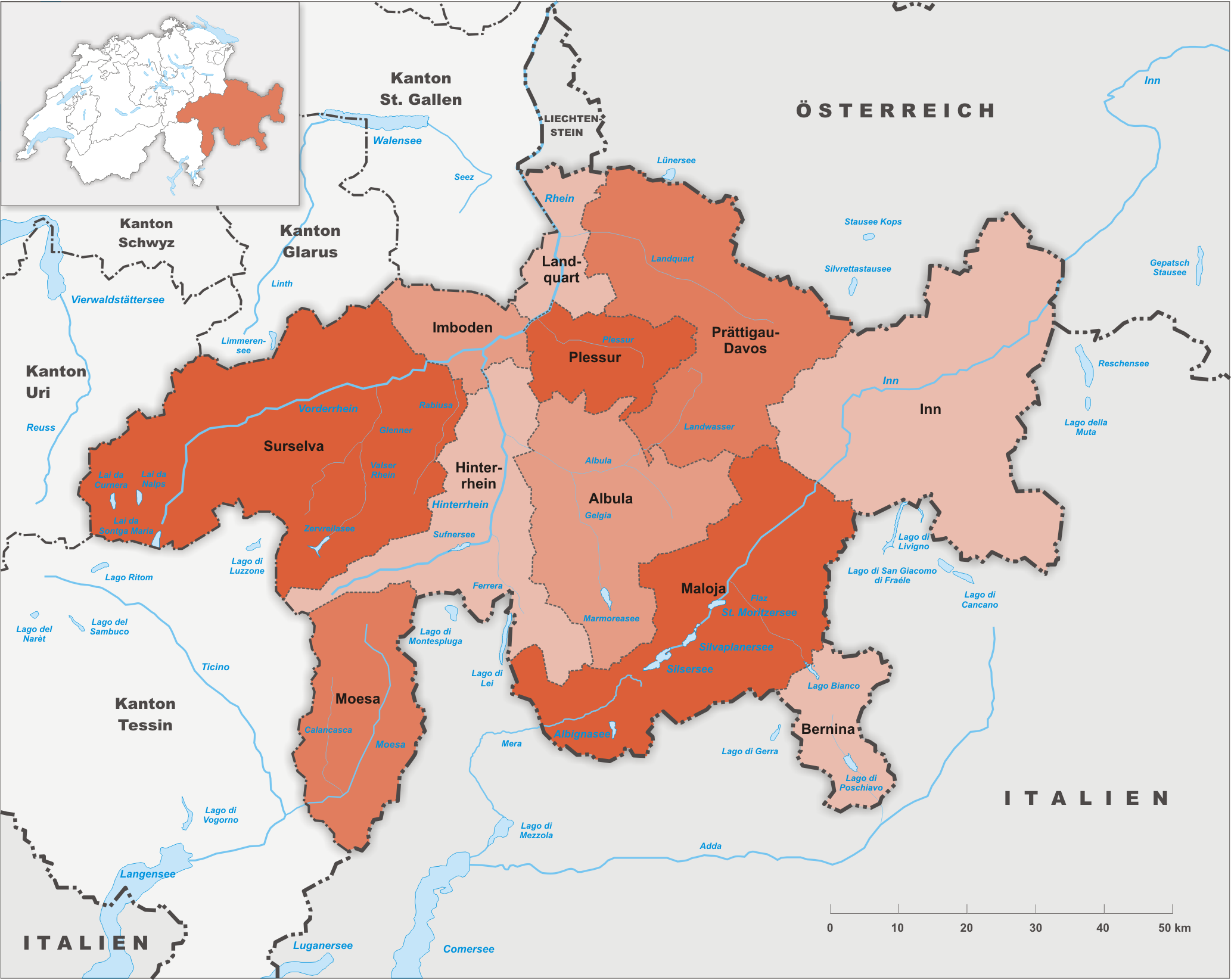
Graubündens tidigare distrikt.

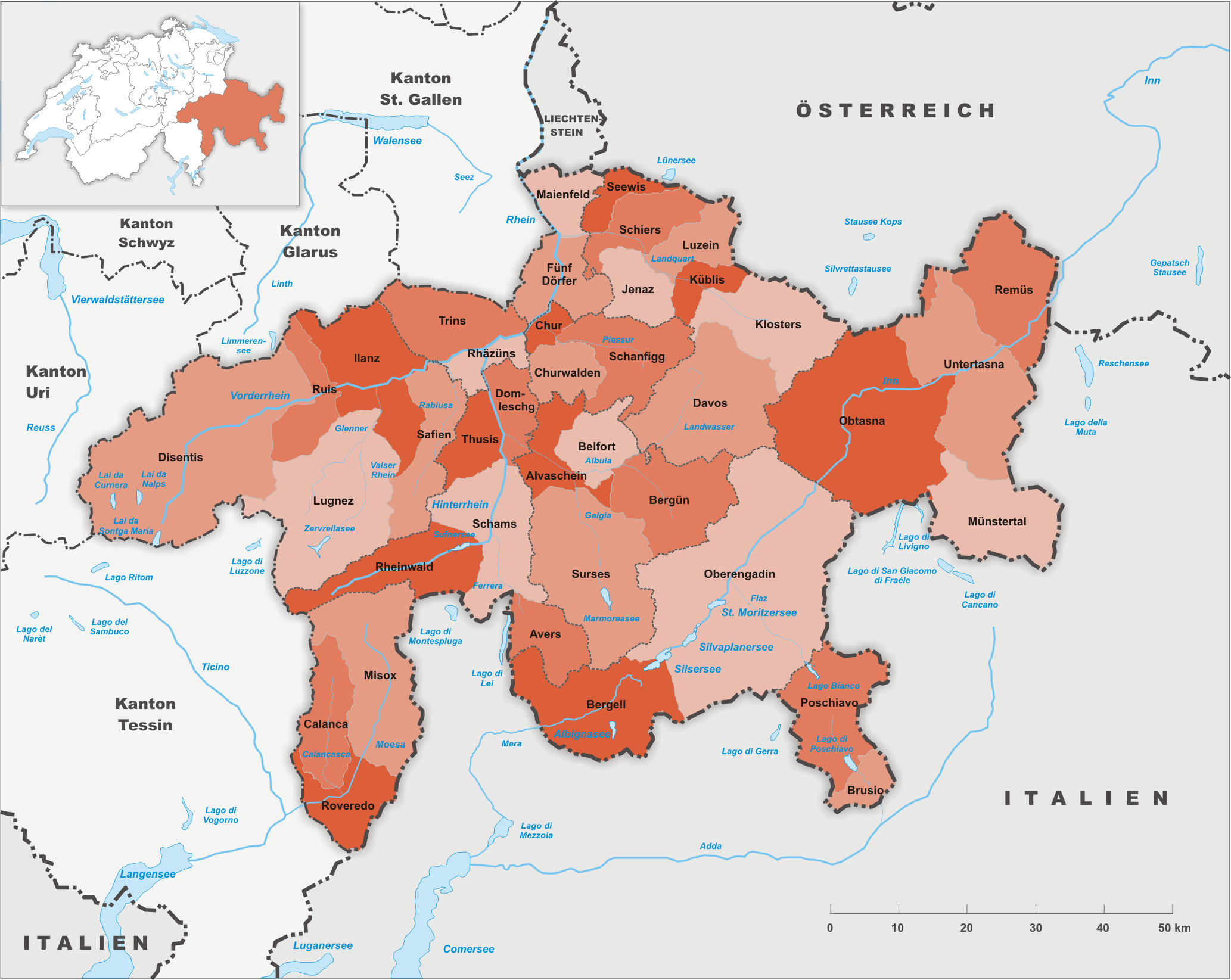
Graubündens tidigare kretsar.

Graubünden var till och med 2015 indelat i elva distrikt (tyska: Bezirke, rätoromanska: districts, italienska: distretti), som väsentligen motsvarar de naturliga landskapsområdena. Distrikten var i sin tur indelade i sammanlagt 39 kretsar (tyska: Kreise, rätoromanska: circuls, italienska: circoli) och dessa i sammanlagt 125 kommuner. Distrikten var kantonala underavdelningar, medan både kretsarna och kommunerna åtnjöt kommunalt självstyre.
| Distrikt        | Folkmängd (2013) | Yta (km²) | Antal kommuner | Kretsar                                                 |
| --------------- | ---------------- | --------- | -------------- | ------------------------------------------------------- |
| Albula          | 8 178            | 693,52    | 16             | Alvaschein, Belfort, Bergün, Surses                     |
| Bernina         | 4 637            | 237,20    | 2              | Brusio, Poschiavo                                       |
| Hinterrhein     | 13 113           | 617,67    | 24             | Avers, Domleschg, Rheinwald, Schams, Thusis             |
| Imboden         | 19 500           | 203,76    | 7              | Rhäzüns, Trins                                          |
| En              | 9 536            | 1 196,78  | 5              | Sur Tasna, Ramosch, Suot Tasna, Val Müstair             |
| Landquart       | 24 772           | 193,19    | 9              | Fünf Dörfer, Maienfeld                                  |
| Maloja          | 18 717           | 973,41    | 12             | Bregaglia, Oberengadin                                  |
| Moesa           | 8 301            | 496,10    | 14             | Calanca, Mesocco, Roveredo                              |
| Plessur         | 40 509           | 266,73    | 5              | Chur, Churwalden, Schanfigg                             |
| Prättigau-Davos | 26 349           | 853,4     | 13             | Davos, Jenaz, Klosters, Küblis, Luzein, Schiers, Seewis |
| Surselva        | 21 347           | 1 373,39  | 18             | Cadi, Ilanz, Lumnezia/Lugnez, Ruis, Safien              |

## Transporter
Det meterspåriga järnvägssystemet Rhätische Bahn (RhB) utgör en viktig del av Graubündens transportsystem och har omfattande gods- och persontrafik. På sommaren utgör en stor del av trafiken av turisttrafik och under vintern en viktig länk till områden som lätt blir avskurna på grund av snömassor. Banan med sina 291 broar och 91 tunnlar, ofta med spektakulära och svindlande utsikter, blev utsedd till världsarv av FN 2008.